# Malavas
 (août 2021).
Les Malavas ou Malwas sont un peuple de l'Inde antique. Les érudits modernes les identifient aux Malloi qui se sont installés dans la région du Pendjab au moment de l'invasion d'Alexandre le Grand au IVe siècle avant notre ère. 
Plus tard, les Malavas ont migré vers le sud jusqu'au Rajasthan actuel, et finalement vers le  Madhya Pradesh et le Gujarat. Leur pouvoir a progressivement diminué à la suite de défaites contre les Satrapes occidentaux (IIe siècle de notre ère), l'empereur Gupta Samudragupta (IVe siècle) et l'empereur Chalukya Pulakeshin II (VIIe siècle).

## Source
- (en) Cet article est partiellement ou en totalité issu de l’article de Wikipédia en anglais intitulé « Malavas » (voir la liste des auteurs).